# Voyance par procuration
Voyance par procuration (Clyde Bruckman's Final Repose) est le 4e épisode de la saison 3 de la série télévisée X-Files. Dans cet épisode, Mulder et Scully, aidés par un homme qui peut voir comment les gens vont mourir, enquêtent sur une série de meurtres de voyants.
Le scénario de Darin Morgan mêle humour et mélancolie et comporte une prédiction faite à Scully qui a fait beaucoup parler d'elle. Plusieurs personnages, dont Clyde Bruckman 
ont été nommés en hommage à des personnalités du cinéma muet. L'épisode a reçu un accueil très favorable de la critique et a été récompensé par deux Emmy Awards.

## Résumé
À Saint Paul, dans le Minnesota, un homme tue la chiromancienne qu'il était venu consulter. Quelques jours plus tard, la police trouve les yeux et les entrailles d'une autre victime, qui lisait l'avenir dans les feuilles de thé, dont le reste du corps est manquant. Mulder et Scully aident la police dans son enquête, alors qu'un inspecteur a également fait appel au « Stupéfiant Yappi », un médium excentrique, bien que Mulder et Scully n'aient aucune confiance en ses prétendus dons.
Pendant ce temps, Clyde Bruckman, un représentant en assurances sarcastique et mélancolique, découvre le corps de la chiromancienne dans un conteneur à ordures. Interrogé par Mulder et Scully, Bruckman leur dévoile des détails très précis sur le meurtre. Mulder pense que Bruckman a des véritables dons de voyance et l'emmène, malgré ses réticences, sur le lieu du deuxième crime. Grâce aux indications données par Bruckman, le corps de la victime est rapidement découvert dans un lac. Il s'avère par la suite que le seul talent psychique de Bruckman est de deviner comment les gens sont morts ou vont mourir. Il emmène Mulder et Scully sur les lieux où il a vu le corps d'une autre victime et, après sa découverte, des fibres de soie identiques à celles déjà trouvées sur les autres corps sont prélevées.
Bruckman reçoit une lettre de l'assassin, postée avant l'arrivée de Mulder et Scully, qui le prévient qu'il va bientôt le tuer. Il est placé sous protection dans un hôtel et prédit à une Scully amusée qu'ils finiront tous les deux au lit, où ils partageront un moment très émouvant. De son côté, le tueur fait une nouvelle victime, un cartomancien. Mulder et Scully vont enquêter sur les lieux de ce nouveau crime. Pendant ce temps, le tueur, qui est un groom de l'hôtel et qui a croisé les deux agents alors qu'ils partaient, découvre que Bruckman est sur son lieu de travail. Il tue l'inspecteur chargé de le protéger. Scully découvre une nouvelle fibre en soie et fait le lien avec le groom. Les deux agents retournent à l'hôtel et Mulder poursuit le groom. Il est blessé par celui-ci mais Scully fait feu sur le groom et le tue. Bruckman reste cependant introuvable. Mulder et Scully se rendent à son appartement et découvrent qu'il s'est suicidé. Scully, très émue, s’assoit sur son lit à ses côtés, comme Bruckman l'avait prédit.

## Distribution
- David Duchovny : Fox Mulder
- Gillian Anderson : Dana Scully
- Peter Boyle : Clyde Bruckman
- Stuart Charno : le groom
- Jaap Broeker : le Stupéfiant Yappi
- Frank Cassini : l'inspecteur Cline
- Dwight McFee : l'inspecteur Havez
- Karin Konoval : Madame Zelma

## Production

### Écriture du scénario

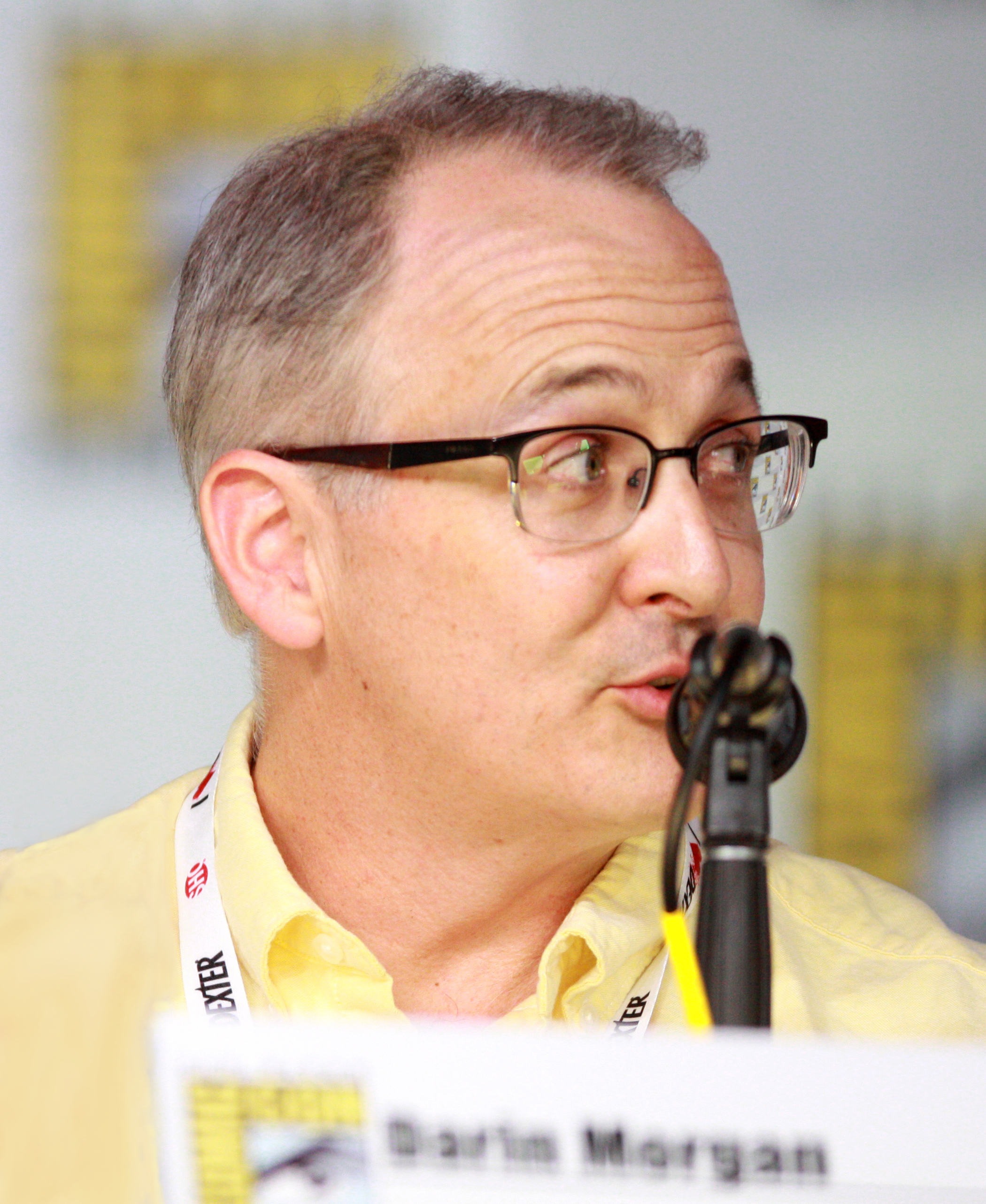
Darin Morgan, scénariste de l'épisode, au San Diego Comic-Con de 2013, à San Diego en Californie (États-Unis).

Darin Morgan a écrit la saison précédente le scénario de l'épisode Faux frères siamois, qui était plus ouvertement humoristique que n'importe quel autre épisode de la série jusqu'alors. Pour son scénario suivant, il cherche à revenir à l'essence même de la série. Pour trouver l’inspiration, il visionne plusieurs fois l'épisode de la première saison Le Message, qui met en scène un prétendu médium, et cherche à écrire un épisode avec une atmosphère semblable. Morgan, qui vient alors de traverser une phase de dépression, s'inspire par ailleurs de cette période de sa vie et décide d'écrire un scénario dans lequel un personnage central se suicide à la fin. Il essaie d'écrire un scénario aussi grave que possible, avant de finir par ajouter plus d'humour dans la version finale du script.
Les thèmes au centre de l'épisode, le libre arbitre et le déterminisme, rendent l'intrigue difficile à bâtir, Morgan expliquant que les interactions entre Clyde Bruckman et le tueur sont « très faciles à écrire mais font paraître l'histoire compliquée ». Alors qu'il écrit les dialogues, il décide de chambouler l'image de Mulder en le faisant paraître quelque peu ridicule et en faisant en sorte qu'il traite Bruckman comme un phénomène et non comme une personne. Pour contrebalancer cela, il applique l'inverse pour Scully, qui a avec Bruckman des rapports plus humains. L'allusion que fait Bruckman à Mulder, sur le fait qu'il mourra d'asphyxie autoérotique, est inspirée à Morgan par les gags précédents de la série à propos de l'intérêt de Mulder pour la pornographie ainsi que par un livre qu'il a lu sur les enquêtes criminelles. Morgan affirme que c'est une hypothèse possible mais qu'il a avant tout écrit cette ligne de dialogue comme une blague.
Plusieurs noms utilisés dans l'épisode sont des hommages au cinéma muet. Le nom de Clyde Bruckman était celui d'un réalisateur et scénariste qui s'est effectivement suicidé. Les noms des inspecteurs Havez et Cline sont des références au scénariste Jean C. Havez et au réalisateur Edward F. Cline. L'une des victimes s'appelle Claude Dukenfield, qui était le véritable nom de W. C. Fields. Et le nom de l'hôtel dans lequel travaille le tueur, Le Damfino, est celui du bateau que construit Buster Keaton dans le film Frigo capitaine au long cours (1921).
La prédiction mystérieuse que fait Bruckman à Scully, comme quoi elle ne meurt pas, fait beaucoup parler d'elle après la diffusion de l'épisode. Morgan explique que Bruckman savait comment Scully allait mourir mais qu'il l'appréciait trop pour le lui révéler, mais beaucoup de fans en déduisent que Scully est immortelle. Dans l'épisode Photo mortelle (Tithonus), de la sixième saison, Scully, blessée par balle, est mourante avant d'être sauvée par un photographe immortel qui prend sa place. Frank Spotnitz déclare que cet épisode clôt cette intrigue de façon « très satisfaisante ». Néanmoins, Chris Carter a confirmé en 2014 que Scully était vraiment immortelle.

### Choix des interprètes et tournage
Darin Morgan écrit le personnage de Clyde Bruckman en ayant en tête Bob Newhart pour l'interpréter mais c'est Peter Boyle qui décroche le rôle,. Bien que Chris Carter ne préfère pas engager des acteurs déjà célèbres, il fait une exception à sa règle en raison de sa grande estime pour le talent d'acteur de Boyle. Le rôle du « Stupéfiant Yappi » est écrit spécifiquement pour Jaap Broeker, la doublure de David Duchovny sur la série, et le personnage fera une nouvelle apparition dans un autre épisode écrit par Morgan, Le Seigneur du magma. Stuart Charno, qui interprète le rôle de l'assassin, est le mari de Sara Charno, une scénariste qui a écrit l'épisode Aubrey lors de la deuxième saison.
L'épisode est tourné en Colombie-Britannique, comme tous les autres épisodes de la saison. Les techniciens des effets spéciaux conçoivent une scène de rêve élaborée dans lequel le corps de Clyde Bruckman se décompose. Ils utilisent une cage thoracique de squelette faite de fil de cuivre, ainsi que de la fausse peau qui fond comme de la gélatine quand le fil de cuivre est chauffé. La scène est décomposée en huit étapes différentes, d'abord avec Peter Boyle maquillé, puis avec un mannequin, et finalement avec un squelette créé numériquement.
Le réalisateur David Nutter note que « le scénario était si net, précis et original qu'en tant que réalisateur, la seule chose que j'avais à faire était de créer une atmosphère et gérer la mise en place des personnages et des plans. Ensuite, je prenais du recul et je laissais simplement les choses se faire ». Morgan suit de près le tournage et collabore ensuite avec le monteur lors de la postproduction. L'épisode fait dix minutes de trop et plusieurs scènes entre Scully et Bruckman doivent par conséquent être coupées au montage.

## Accueil

### Audiences
Lors de sa première diffusion aux États-Unis, l'épisode réalise un score de 10,2 sur l'échelle de Nielsen, avec 18 % de parts de marché, et est regardé par 15,38 millions de téléspectateurs.

### Accueil critique
L'épisode a été accueilli très favorablement par la critique. Dans leur livre sur la série, Robert Shearman et Lars Pearson lui donnent la note de 5/5, saluant l'exploration de thèmes très sombres d'une façon légère ainsi que le scénario « finement ciselé, réfléchi et plein de compassion ». Pour Michael Roffman, de Time Magazine, c'est le meilleur épisode standalone de toute la série en raison du « mélange de science-fiction, comédie, thriller et horreur infusé par Darin Morgan pour un résultat totalement original et unique », et de l'interprétation de Peter Boyle dans son rôle de « voyant sarcastique ». Le magazine Empire le classe à la 13e place des meilleurs épisodes de la série, saluant l'amusement et la compassion que procure le scénario et l'interprétation générale des acteurs, Peter Boyle en tête. Pour le site IGN, qui le classe à la première place des meilleurs épisodes standalone de la série, cet épisode « décalé » mêle de façon unique l'humour, le suspense et une fin très triste, alors que « l’interprétation exceptionnelle » de Peter Boyle permet à son personnage de laisser une « très forte impression ». Rob Bricken, du site Topless Robot, le classe à la 9e place des épisodes les plus drôles de toute la série en raison des répliques « pince-sans-rire et sarcastiques » de Clyde Bruckman bien que l'histoire en elle-même ne soit pas vraiment une comédie. 
Le journal The Gazette le classe à la première place des meilleurs épisodes standalone de la série, évoquant un « mélange parfait entre formidable jeu d'acteur, humour décalé, intrigue effrayante et prédictions mystérieuses ». Le site The A.V. Club le classe parmi les 10 meilleurs épisodes de la série, Zack Handlen lui donnant la note de A, et estimant que l'épisode est « amusant, plein de suspense » et surtout qu'il crée un « personnage inoubliable » qui vole la vedette aux deux acteurs principaux pourtant très bons. Juliette Harrisson, du site Den of Geek, affirme que c'est le meilleur épisode standalone de la saison, par son côté « triste et obsédant » et la « parfaite incarnation de la mélancolie » du personnage de Clyde Bruckman. Paula Vitaris, de Cinefantastique, lui donne la note de 4/4, le qualifiant de « l'un de ces rares épisodes qui réussit à mêler à la perfection l'amusement, l'étrange, l'absurde, l'ironie et la tristesse ». Pour le magazine Entertainment Weekly, cet épisode, dans lequel « Peter Boyle effectue l'interprétation la plus hilarante de toute la série », « saisit parfaitement l'un des thèmes centraux de la série : le destin et l'isolement ».

### Distinctions
L'épisode a été récompensé en 1996 par deux Primetime Emmy Awards : celui du meilleur scénario de série télévisée dramatique pour Darin Morgan et celui du meilleur acteur invité dans une série télévisée dramatique pour Peter Boyle. Darin Morgan a également été nommé pour le Writers Guild of America Award du meilleur scénario de série dramatique.